# Joyce (Washington)
Joyce es un área no incorporada ubicada en el condado de Clallam en el estado estadounidense de Washington.

## Geografía
Joyce se encuentra ubicada en las coordenadas 48°8′11″N 123°44′3″O / 48.13639, -123.73417.